# Georges Dessommes
Georges Dessommes (La Nouvelle-Orléans, 1855 - Burbank, Californie, 1929) est un écrivain américain francophone, frère d'Édouard Dessommes.

## Biographie
Frère cadet d'Édouard Dessommes, il s'installe avec sa famille à Paris en 1860 pour échapper à la Guerre de Sécession. De retour à La Nouvelle-Orléans en 1870, il commence à publier ses poèmes dans les publications Comptes-rendus de l'Athénée louisianais ou Carillon. Il est plus tard un des rédacteurs principaux du Petit Journal de Charles Bleton.

## Romans
- Tante Cydette , 1888.